# Олексіївка (Броварський район)
Олексі́ївка (до 1970 р. Мала Олексіївка) — село в Україні  у Броварському районі, Київської області. Входить в склад Згурівської селищної громади.Населення становить 32 особи. У селі нараховується 66 дворів.

## Історія
У 1859 році у власницькому хуторі Алексіївщина було 3 двори де жило 31 людина (10 чоловічої та 11 жиночої статі)
Хутір є на мапі 1868 року
Хутір Середівський став власністю Олексія Васильчикова після 1820 року. Він збудував тут економію, спорудив фільварки в Олекині (колишній хутір між Середівкою та Олександринівкою), де знаходилися кінні та овечі заводи. Заснував Олексіївку де були викопані ставки в тодішному хуторі Великій Олексіївці та в Куті — так звані «мийки» для миття овець перед стриженням. Наприкінці XIX століття княгиня Лівен поруч з хутором Велика Олексіївка збудувала фільварки і заснувала село Малу Олексіївку та заселила в 1908 році селянами з різних сіл на місці знищених фільварків. 
Жителі Олексіїівки, які були репресовані і реабілітовані — Горленко Сизон Павлович (нар. 1867), Мельник Іван (нар. 1884), Савченко Максим Федорович (нар. 1874).
9 листопада 1970 р. у зв'язку з переселенням жителів село Велика Олексіївка Середівської сільради виключено з облікових даних (частково об'єднане з с. М. Олексіївка), село Мала Олексіївка найменоване — Олексіївка.

## Населення

### Мова
Розподіл населення за рідною мовою за даними перепису 2001 року:
| Мова       | Кількість | Відсоток |
| ---------- | --------- | -------- |
| українська | 60        | 100%     |